# إدوارد فرانكلين بينغهام
إدوارد فرانكلين بينغهام (بالإنجليزية: Edward Franklin Bingham) هو قاضي ومحامي وسياسي أمريكي، ولد في 13 أغسطس 1828، وتوفي في 5 سبتمبر 1907 في يونيون في الولايات المتحدة. حزبياً، نشط في الحزب الديمقراطي. وقد انتخب عضو مجلس نواب أوهايو.